# Bolívar Gaudín
Bolívar Gaudín (Salto (Uruguay), 24 de junio de 1932-París, 2 de diciembre de 2017) fue un artista uruguayo miembro del movimiento de arte MADI, organizador del mismo junto a Carmelo Arden Quin.

## Biografía
Nació en Salto, Uruguay en el seno de una familia numerosa y con problemas económicos, a los 14 huyó de su hogar natal hacia Buenos Aires.
Estudió dibujo en la Escuela de Artes y Oficios de Buenos Aires con Raúl Barragán en 1948, regresando a Salto en 1950 donde comenzó a estudiar en el Taller de José Cziffery en la Asociación Horacio Quiroga de esa ciudad.
En 1963 viajó a Barcelona, viajando por varias ciudades hasta establecerse en París donde expuso en reiteradas ocasiones en el Museo de Arte Moderno de París.

## La corriente MADI
Fue uno de los mayores representantes de movimiento de arte Madí junto a Carmelo Arden Quin con quien la fundaron en Buenos Aires en 1946. Su arte geométrico, de colores vivos y limpios los llevó a difundir esta corriente a lo largo de muestras a nivel nacional e internacional.
Algunas de sus obras las realizó en Hungría con los museos de la ciudad y algunas de sus obras están en colecciones privadas.